# Padunia bikinensis
Padunia bikinensis är en nattsländeart som beskrevs av Martynov 1934. Padunia bikinensis ingår i släktet Padunia och familjen stenhusnattsländor. Inga underarter finns listade i Catalogue of Life.